# Ama (langue papoue)
Pour les articles homonymes, voir Ama.
L'ama est une langue papoue parlée en Papouasie-Nouvelle-Guinée dans la province de Sepik oriental.

## Classification
L'ama est une des langues left may, une des familles de langues papoues.

## Sources
- (en) Harald Hammarström, Robert Forkel, Martin Haspelmath, Sebastian Bank, Glottolog, Ama (Papua New Guinea).